# Одіссея капітана Блада (фільм, 1991)
«Одіссея капітана Блада» — радянсько-французький двосерійний пригодницький художній фільм 1991 року, екранізація однойменного роману англійського письменника італійського походження Рафаеля Сабатіні про капітана Пітера Блада.

## Сюжет
У 1685 році англійський лікар на ім'я Пітер Блад, який випадково опинився серед бунтівників, був засланий на острів Барбадос. Його, як і інших засуджених, доставили на Барбадос, в Бриджтаун, де Блад був проданий в рабство полковнику Бішопу за 10 фунтів стерлінгів. Пітер познайомився з міс Арабеллою Бішоп, чарівною племінницею полковника Бішопа, і закохався в неї. У 1686 році йому з двадцятьма товаришами вдається захопити іспанський сорокагарматний фрегат «Сінко Льягас», якому відразу ж було присвоєно нову назву — «Арабелла», і дістатися на ньому до піратського притулку — острова Тортуга. Волею обставин капітан Блад і його матроси змушені зайнятися піратством. На Тортузі до його корабля проявляє інтерес пірат Левасьор і пропонує Бладу спільну експедицію. Блад спочатку погоджується, але незабаром Левасьор організовує викрадення дочки губернатора Тортуги. Блад визволяє її і ранить Левасьора, за що той переймається до Блада ненавистю і повідомляє полковнику Бішопу подальші плани ірландця — десантна експедиція на золоті копальні на узбережжі Перу. Завдяки блискучій операції, придуманій Бладом, він іде з розставлених полковником тенет і відвозить золото. Він також рятує Арабеллу Бішоп і лорда Джуліана Уейда, яких захопив Левасьор як заручників. Однак, замість подяки, Арабелла назвала його «розбійником і піратом». Це призвело Пітера в розпач, а загроза бути потопленими ямайською ескадрою змусила Блада прийняти офіцерський патент, який привіз його світлість, що бажав таким чином виконати свою місію і очистити Карибське море від піратів, подібних Пітеру Бладу. Приблизно через місяць Блад виривається з ямайського полону і веде корабель в море. Він в розпачі через те, що втратив Арабеллу, але з'ясовується, що вона теж втікла і за допомогою команди пробралася на корабель, щоб залишитися з Бладом.

## У ролях
- Ів Ламбрешт —  Блад, бакалавр медицини, колишній військово-морський офіцер, капітан фрегата «Арабелла»  (озвучив  Євген Паперний)
- Валері Жанні —  Арабелла Бішоп, племінниця полковника Вільяма Бішопа, кохана Пітера Блада
- Леонід Ярмольник —  Олів'є Левасьор, французький пірат, капітан капера «Ла Фудр»
- Олександр Пашутін —  Вільям Бішоп, полковник барбадоської міліції
- Альберт Філозов —  Ендрю Бейнс, власник садиби
- Міндаугас Цапас —  Джеремі Пітт, штурман фрегата «Арабелла»  (озвучив  Сергій Гармаш)
- Павло Ремезов —  Едвард Волверстон, одноокий офіцер фрегата «Арабелла»
- Расмі Джабраїлов —  Недвард Огл, головний канонір фрегата «Арабелла»
- Георгій Дворніков —  Ніколас Дайк, офіцер фрегата «Арабелла»
- Віктор Демерташ —  Поль Каузак, помічник Олів'є Лавасьора
- Андрій Дубовський —  Джуліан Уейд, лорд, посланник міністра закордонних справ в Карибському морі
- Коралі Заонеро —  Мадлен д'Ожерон, дочка губернатора Тортуги
- Фредерік Констан —  Анрі д'Ожерон, син губернатора Тортуги
- Анатолій Іванов —  Бертран д'Ожерон, губернатор Тортуги
- Микола Гудзь — майор Вуд, помічник Вільяма Бішопа
- Андрій Юренев —  лорд Гілдой, учасник повстання
- Герман Качин —  капітан Гобарт, свідок у суді
- Олена Хромова —  тітка Пітера Блада
- Юрій Шаршов —  епізод
- Джеремі Сісто —  епізод
- Людмила Лобза —  епізод
- Ігор Слободськой —  епізод

## Знімальна група
- Режисер — Андрій Праченко
- Сценарист — Наталія Курчаніна
- Оператори — Василь Трушковський, Володимир Тарнавський
- Композитор — Вадим Храпачов
- Художники — Олександр Гіляревський, Володимир Суботовський, Микола Терехов